# Palomar 1
Palomar 1 (či LEDA 13165) je kulová hvězdokupa v souhvězdí Cefea nacházející se ve vzdálenosti 37 000 světelných let od Země v halu Mléčné dráhy. Objevil ji v roce 1954 americký astronom George Ogden Abell v rámci programu Palomar Observatory Sky Survey. V porovnání s ostatními kulovými hvězdokupami v naší Galaxii se jedná o poměrně mladou hvězdokupu. Její stáří je na základě vysokého zastoupení kovů odhadováno na 6,3 až 8 miliard let. Předpokládá se, že vývoj hvězdokupy byl obdobný jako u hvězdokupy Terzan 7 v souhvězdí Střelce.